# Hannes Rösler
Hannes Rösler (* 12. Januar 1973 in Oldenburg) ist ein deutscher Rechtswissenschaftler. Seine Forschungsschwerpunkte liegen im Bürgerlichen Recht, Handels- und Wirtschaftsrecht, Immaterialgüterrecht, Medien- und Informationsrecht, Zivilprozessrecht, Internationalen Privatrecht, Europarecht, Rechtssoziologie und Rechtsvergleichung. 

## Akademischer Werdegang
Hannes Rösler studierte von 1992 bis 1998 Rechts- und Sozialwissenschaften an der Philipps-Universität Marburg, unterbrochen von einem Erasmus-Studienjahr an der London School of Economics (1994/1995). Promoviert wurde er 2003 an der Universität Marburg mit einer Schrift zum Europäischen Verbrauchervertragsrecht. Nach seinem Zweiten Staatsexamen in Frankfurt am Main erwarb Rösler im Jahr 2004 an der Harvard University den Master of Laws mit einer Förderung durch ein DAAD-Jahresstipendium.
Von 2004 bis 2013 war Rösler Wissenschaftlicher Referent am Max-Planck-Institut für ausländisches und internationales Privatrecht in Hamburg. 2012 habilitierte er sich an der Universität Hamburg mit einer Arbeit zum europäischen Gerichtssystem. Die Habilitationsschrift erhielt zwei Preise (Esche Schümann Commichau Stiftung, Kurt-Hartwig-Siemers-Wissenschaftspreis der Hamburgischen Wissenschaftlichen Stiftung).
Nach Vertretungsprofessuren an den Universitäten Freiburg im Breisgau, Bonn und Frankfurt an der Oder wurde er als Professor für Bürgerliches Recht, Internationales Privatrecht und Rechtsvergleichung an die Universität Siegen berufen und dort im März 2014 ernannt. Zudem ist er dort seit 2015 Direktor am Institut für Medien- und Kommunikationsrecht (IMKR). Seit 2008 leitet Rösler das von ihm mitbegründete International Media Law Forum (IMLF). Mitglied des Regionalvorstands der Deutsch-Amerikanischen Juristen-Vereinigung (DAJV) ist er seit 2012. In den vergangenen Jahren war er als internationaler Experte und Gutachter u. a. für die Deutsche Gesellschaft für Internationale Zusammenarbeit (GIZ) und die IZR-Stiftung tätig. 

## Veröffentlichungen
Rösler ist Autor von über 100 Fachveröffentlichungen in den oben genannten Bereichen. Er ist (Mit-)Autor folgender Monographien:
- Mit Georgios Gounalakis: Ehre, Meinung und Chancengleichheit im Kommunikationsprozeß – Eine vergleichende Untersuchung zum englischen und deutschen Recht der Ehre. Nomos, Baden-Baden 1998, ISBN 3-7890-5174-8.
- Haftungsgründe und -grenzen für fahrlässiges Verhalten – Die Idee einer juristischen Kausalität im englischen und deutschen Deliktsrecht. Nomos, Baden-Baden 1999, ISBN 3-7890-6023-2.
- Europäisches Konsumentenvertragsrecht – Grundkonzeption, Prinzipien und Fortentwicklung. C.H. Beck, München 2004, ISBN 3-406-51924-5 (zugleich Dissertationsschrift am Fachbereich Rechtswissenschaften der Universität Marburg 2003).
- Europäische Gerichtsbarkeit auf dem Gebiet des Zivilrechts – Strukturen, Entwicklungen und Reformperspektiven des Justiz- und Verfahrensrechts der Europäischen Union. Mohr Siebeck, Tübingen 2012, ISBN 978-3-16-151870-6 (zugleich Habilitationsschrift an der Fakultät für Rechtswissenschaft der Universität Hamburg).
- Mit Peter Hay: Internationales Privat- und Zivilverfahrensrecht. C.H. Beck, 5. Auflage, München 2016, ISBN 978-3-406-67398-6.